# Megachile impudens
Megachile impudens är en biart som beskrevs av Mitchell 1930. Megachile impudens ingår i släktet tapetserarbin, och familjen buksamlarbin. Inga underarter finns listade i Catalogue of Life.